# Батман (провінція)
Батман (тур. Batman) — провінція в Туреччині, розташована на південному сході країни. Через провінцію протікає річка Тигр. Столиця — місто Батман. У місті проживає 335 400 жителів. 
Населення 518 020 (станом на 2007 рік) жителів. Етнічний склад переважно представлений курдами. Провінція складається з 6 районів.